# Home Nations Championship 1902
Die Ausgabe 1902 des Turniers Home Nations Championship in der Sportart Rugby Union (das spätere Five Nations bzw. Six Nations) fand vom 11. Januar bis zum 15. März statt. Turniersieger wurde Wales, das mit Siegen gegen alle anderen Teilnehmer die Triple Crown schaffte.

## Teilnehmer
| Land       | Stadion                               | Stadt                  | Kapitän                        |
| ---------- | ------------------------------------- | ---------------------- | ------------------------------ |
| England    | Rectory Field / Welford Road Stadium  | Blackheath / Leicester | Harry Alexander / John Daniell |
| Irland     | Balmoral Showgrounds / Lansdowne Road | Belfast / Dublin       | John Fulton / Louis Magee      |
| Schottland | Inverleith                            | Edinburgh              | Mark Morrison                  |
| Wales      | Cardiff Arms Park                     | Cardiff                | Gwyn Nicholls                  |

## Tabelle
|    | Land       | Spiele | Siege | Unent. | Ndlg. | Spiel- punkte | Diff. | Tabellen- punkte |
| -- | ---------- | ------ | ----- | ------ | ----- | ------------- | ----- | ---------------- |
| 1. | Wales      | 3      | 3     | 0      | 0     | 38:13         | + 25  | 6                |
| 2. | England    | 3      | 2     | 0      | 1     | 20:15         | + 5   | 4                |
| 3. | Irland     | 3      | 1     | 0      | 2     | 8:21          | − 13  | 2                |
| 4. | Schottland | 3      | 0     | 0      | 3     | 8:25          | − 17  | 0                |

## Ergebnisse
| 11. Januar 1902 | England                                         | 8 : 9         | Wales                                     | Rectory Field, Blackheath Schiedsrichter: Rupert Jeffares sr. (Irland) |
| 11. Januar 1902 | Versuche: Dobson Robinson Erhöhungen: Alexander | (8:3) Bericht | Versuche: Gabe Osborne Straftritte: Jones | Rectory Field, Blackheath Schiedsrichter: Rupert Jeffares sr. (Irland) |

| 1. Februar 1902 | Wales                                              | 14 : 5         | Schottland                            | Cardiff Arms Park, Cardiff Schiedsrichter: P. Gilliard (England) |
| 1. Februar 1902 | Versuche: Gabe (2) Llewellyn (2) Erhöhungen: Jones | (14:5) Bericht | Versuche: Welsh Erhöhungen: Gillespie | Cardiff Arms Park, Cardiff Schiedsrichter: P. Gilliard (England) |

| 8. Februar 1902 | England                    | 6 : 3         | Irland             | Welford Road Stadium, Leicester Zuschauer: 20.000 Schiedsrichter: Robert Welsh (Schottland) |
| 8. Februar 1902 | Versuche: Coopper Williams | (3:0) Bericht | Versuche: Gardiner | Welford Road Stadium, Leicester Zuschauer: 20.000 Schiedsrichter: Robert Welsh (Schottland) |

| 22. Februar 1902 | Irland                             | 5 : 0   | Schottland | Balmoral Showgrounds, Belfast Schiedsrichter: A. Hill (England) |
| 22. Februar 1902 | Versuche: Doran Erhöhungen: Corley | Bericht |            | Balmoral Showgrounds, Belfast Schiedsrichter: A. Hill (England) |

| 8. März 1902 | Irland | 0 : 15  | Wales                                                                    | Lansdowne Road, Dublin Zuschauer: 12.000 Schiedsrichter: Crawford Findlay (Schottland) |
| 8. März 1902 |        | Bericht | Versuche: Llewellyn Lloyd Nicholls Erhöhungen: Brice Dropgoals: Nicholls | Lansdowne Road, Dublin Zuschauer: 12.000 Schiedsrichter: Crawford Findlay (Schottland) |

| 15. März 1902 | Schottland     | 3 : 6         | England                   | Inverleith, Edinburgh Zuschauer: 25.000 Schiedsrichter: F. M. Hamilton (Irland) |
| 15. März 1902 | Versuche: Fell | (0:6) Bericht | Versuche: Taylor Williams | Inverleith, Edinburgh Zuschauer: 25.000 Schiedsrichter: F. M. Hamilton (Irland) |